# François Biraben
François Biraben  ist ein französischer Physiker.
Biraben war Forschungsdirektor des CNRS am Laboratoire Kastler Brossel der École normale supérieure (Paris) und der Universität Pierre und Marie Curie, an dem er seine ganze Karriere über blieb.
In den 1970er Jahren wies er mit Bernard Cagnac und Gilbert Gynberg die Unterdrückung des Dopplereffekts bei Zweiphotonenspektroskopie von Atomen nach. Danach wandte er die Methode außer in der Spektroskopie auf verschiedensten Gebieten an (Streuung von Atomen bei thermischen Energien, optische Bistabilität). Dafür entwickelte er auch einen Laser, dessen Prinzip auch in anderen Laboren Verwendung fand.
Er befasst sich mit Metrologie fundamentaler Konstanten wie der Rydberg-Konstante, und mit   Laserspektroskopie für hochauflösende Atomspektroskopie. 
2014 erhielt er den Prix des trois physiciens, den Gentner-Kastler-Preis und den William F. Meggers Award der Optical Society of America für herausragende Leistungen in hochauflösender Atomspektroskopie und Metrologie fundamentaler Konstanten die zu weitreichenden Tests der Quantenelektrodynamik führten (Laudatio).

## Schriften (Auswahl)
- mit Lucile Julien: Two-photon Spectroscopy of Hydrogen, in: Hartmut Figger, Dieter Meschede, Claus Zimmermann (Hrsg.), Laser physics at the limits, Springer 2002,  S. 97–106